# Isohypsibius
Genre
Isohypsibius est un genre de tardigrades de la famille des Isohypsibiidae.

## Liste des espèces
Selon Degma, Bertolani et Guidetti, 2017 :
- Isohypsibius altai Kaczmarek & Michalczyk, 2006
- Isohypsibius annulatus (Murray, 1905)
- Isohypsibius arbiter Binda, 1980
- Isohypsibius archangajensis Kaczmarek & Michalczyk, 2004
- Isohypsibius arcuatus (Bartoš, 1934)
- Isohypsibius asper (Murray, 1906)
- Isohypsibius austriacus (Iharos, 1966)
- Isohypsibius baicalensis (Ramazzotti, 1966)
- Isohypsibius baldii (Ramazzotti, 1945)
- Isohypsibius baldiioides Tumanov, 2003
- Isohypsibius barbarae Pilato & Binda, 2002
- Isohypsibius bartosi (Iharos, 1966)
- Isohypsibius basalovoi (Durante & Maucci, 1973)
- Isohypsibius belliformis (Mihelčič, 1971)
- Isohypsibius bellus (Mihelčič, 1971)
- Isohypsibius borkini Tumanov, 2003
- Isohypsibius brevispinosus (Iharos, 1966)
- Isohypsibius brevitubulatus Rho, Chang & Kim, 1997
- Isohypsibius brulloi Pilato & Pennisi, 1976
- Isohypsibius bulbifer (Mihelčič, 1957)
- Isohypsibius cameruni (Iharos, 1969)
- Isohypsibius campbellensis Pilato, 1996
- Isohypsibius canadensis (Murray, 1910)
- Isohypsibius ceciliae Pilato & Binda, 1987
- Isohypsibius changbaiensis Yang, 1999
- Isohypsibius chiarae Maucci, 1987
- Isohypsibius condorcanquii Kaczmarek, Cytan, Zawierucha, Diduszko & Michalczyk, 2014
- Isohypsibius costatus (Mihelčič, 1971)
- Isohypsibius coulsoni Kaczmarek, Zawierucha, Smykla & Michalczyk, 2012
- Isohypsibius cyrilli (Mihelčič, 1951)
- Isohypsibius damxungensis Yang, 2007
- Isohypsibius dastychi Pilato, Bertolani & Binda, 1982
- Isohypsibius deconincki Pilato, 1971
- Isohypsibius deflexus (Mihelčič, 1960)
- Isohypsibius dudichi (Iharos, 1964)
- Isohypsibius duranteae (Maucci, 1978)
- Isohypsibius effusus (Mihelčič, 1971)
- Isohypsibius elegans Binda & Pilato, 1971
- Isohypsibius eplenyiensis (Iharos, 1970)
- Isohypsibius franzi (Mihelčič, 1951)
- Isohypsibius fuscus (Mihelčič, 1971/72)
- Isohypsibius gilvus Biserov, 1986
- Isohypsibius glaber (Durante Pasa & Maucci, 1979)
- Isohypsibius glazovi Biserov, 1999
- Isohypsibius gracilis (Iharos, 1966)
- Isohypsibius granditintinus Chang & Rho, 1996
- Isohypsibius granulifer Thulin, 1928
- Isohypsibius gyulai (Mihelčič, 1971)
- Isohypsibius hadzii (Mihelčič, 1938)
- Isohypsibius helenae (Iharos, 1964)
- Isohypsibius hydrogogianus Ito & Tagami, 1993
- Isohypsibius hypostomoides (Mihelčič, 1971)
- Isohypsibius indicus (Murray, 1907)
- Isohypsibius irregibilis Biserov, 1992
- Isohypsibius jakieli Dastych, 1984
- Isohypsibius jingshanensis Yang, 2003
- Isohypsibius jinhouensis Yang, 2007
- Isohypsibius josephi (Iharos, 1964)
- Isohypsibius karenae Zawierucha, 2013
- Isohypsibius kenodontis Kendall-Fite & Nelson, 1996
- Isohypsibius kotovae Tumanov, 2003
- Isohypsibius kristenseni Pilato, Catanzaro & Binda, 1989
- Isohypsibius ladogensis Tumanov, 2003
- Isohypsibius laevis McInnes, 1995
- Isohypsibius latiunguis (Iharos, 1964)
- Isohypsibius leithaicus (Iharos, 1966)
- Isohypsibius liae Li & Wang, 2006
- Isohypsibius lineatus (Mihelčič, 1969)
- Isohypsibius longiunguis Pilato, 1974
- Isohypsibius lunulatus (Iharos, 1966)
- Isohypsibius macrodactylus (Maucci, 1978)
- Isohypsibius malawiensis Jørgensen, 2001
- Isohypsibius mammillosus (Iharos, 1964)
- Isohypsibius marcellinoi Binda & Pilato, 1971
- Isohypsibius marii Bertolani, 1982
- Isohypsibius mihelcici (Iharos, 1964)
- Isohypsibius monoicus Bertolani, 1982
- Isohypsibius monstruosus Maucci, 1991
- Isohypsibius montanus Mihelčič, 1938
- Isohypsibius myrops (du Bois-Reymond Marcus, 1944)
- Isohypsibius neoundulatus (Durante Pasa & Maucci, 1975)
- Isohypsibius nipponicus Sudzuki, 1975
- Isohypsibius nodosus (Murray, 1907)
- Isohypsibius novaeguineae (Iharos, 1967)
- Isohypsibius palmai Pilato, 1996
- Isohypsibius panovi Tumanov, 2005
- Isohypsibius papillifer (Murray, 1905)
- Isohypsibius pappi (Iharos, 1966)
- Isohypsibius pauper (Mihelčič, 1971)
- Isohypsibius pilatoi (Durante Pasa & Maucci, 1979)
- Isohypsibius pratensis (Iharos, 1964)
- Isohypsibius prosostomus Thulin, 1928
- Isohypsibius pseudundulatus (da Cunha & do Nascimento Ribeiro, 1964)
- Isohypsibius pulcher (Mihelčič, 1971/72)
- Isohypsibius pushkini Tumanov, 2003
- Isohypsibius qinlingensis Li, Wang & Yu, 2005
- Isohypsibius rahmi Li & Wang, 2006
- Isohypsibius reticulatus Pilato, 1973
- Isohypsibius roberti Biserov, 1996
- Isohypsibius ronsisvallei Binda & Pilato, 1969
- Isohypsibius rudescui (Iharos, 1966)
- Isohypsibius rugosus Guidi & Grabowski, 1996
- Isohypsibius rusticus Pilato, Sabella & Lisi, 2015
- Isohypsibius sabellai Pilato, Binda, Napolitano & Moncada, 2004
- Isohypsibius sattleri (Richters, 1902)
- Isohypsibius schaudinni (Richters, 1909)
- Isohypsibius sculptus (Ramazzotti, 1962)
- Isohypsibius sellnicki (Mihelčič, 1962)
- Isohypsibius septentrionalis Thulin, 1928
- Isohypsibius silvicola (Iharos, 1966)
- Isohypsibius sismicus (Maucci, 1978)
- Isohypsibius solidus (Mihelčič, 1971)
- Isohypsibius taibaiensis Li & Wang, 2005
- Isohypsibius theresiae (Iharos, 1964)
- Isohypsibius torulosus (Mihelčič, 1959)
- Isohypsibius truncorum (Iharos, 1964)
- Isohypsibius tuberculatus (Plate, 1888)
- Isohypsibius tuberculoides (Mihelčič, 1951)
- Isohypsibius tubereticulatus Pilato & Catanzaro, 1989
- Isohypsibius tucumanensis Claps & Rossi, 1984
- Isohypsibius undulatus Thulin, 1928
- Isohypsibius vejdovskyi (Bartoš, 1939)
- Isohypsibius verae Pilato & Catanzaro, 1989
- Isohypsibius verrucosus (Della Valle, 1915)
- Isohypsibius wilsoni (Horning, Schuster & Grigarick, 1978)
- Isohypsibius woodsae Kathman, 1990
- Isohypsibius yunnanensis Yang, 2002
- Isohypsibius zappalai Pilato, Sabella & Lisi, 2015

## Publication originale
- Thulin, 1928 : Über die Phylogenie und das System der Tardigraden. Hereditas, vol. 11, no 2/3, p. 207-266.